# Carcharodini
De Carcharodini zijn een geslachtengroep van vlinders in de onderfamilie Pyrginae van de familie dikkopjes (Hesperiidae). De hier gegeven samenstelling van deze tribus volgt Warren et al. (2009).

## Geslachten
- Agyllia Grishin, 2020
- Carcharodus Hübner, 1819
- Arteurotia Butler & H. Druce, 1872
- Bolla Mabille, 1903
- Burca Bell & Comstock, 1948
- Conognathus C. Felder & R. Felder, 1862
- Cyclosemia Mabille, 1878
- Ernsta Grishin, 2020
- Gomalia Moore, 1879
- Gorgopas Godman & Salvin, 1894
- Hesperopsis Dyar, 1905
- Iliana Bell, 1937
- Mictris Evans, 1955
- Mimia Evans, 1953
- Morvina Evans, 1953
- Muschampia Tutt, 1906
- Myrinia Evans, 1953
- Nisoniades Hübner, 1819
- Noctuana Bell, 1937
- Ocella Evans, 1953
- Pachyneuria Mabille, 1888
- Pellicia Herrich-Schäffer, 1870
- Pholisora Scudder, 1872
- Polyctor Evans, 1953
- Sophista Plötz, 1879
- Spialia Swinhoe, 1912
- Staphylus Godman & Salvin, 1896
- Viola Evans, 1953
- Windia Freeman, 1969
- Xispia Lindsey, 1925